# ۲۴ (مجله)
همشهری ۲۴ یا مجلهٔ ۲۴ یکی از نشریه‌های مؤسسهٔ همشهری است که با موضوع سینما و تلویزیون از دی ۱۳۸۸ به صورت ماهانه منتشر می‌شود. اخبار و گزارش‌های سینمای ایران و جهان، نقد فیلم‌های روز ایرانی و خارجی، پرونده‌های سینمایی دربارهٔ موضوعات بحث‌برانگیز سینمای ایران و سینمای جهان، بررسی ژانرهای سینمایی، بازنگری فیلم‌های قدیمی و بررسی فیلم‌های مستند برخی از سرفصل‌های کلیدی این مجله است.
این نشریه از دی ۱۳۸۸ تا خرداد ۱۳۹۵ با سردبیری حسین معززی‌نیا منتشر شد. سردبیری این ماهنامه را محمد شکیبانیا بر عهده دارد. دبیر تحریریه آن حبیبه جعفریان و معاون سردبیر مجله نیز یحیی نطنزی است. تحریریهٔ مجله شامل روبرت صافاریان، علی سیف‌الهی و پریچهر باقری است.در مهرماه ۱۳۹۷ سلمان فرخنده سردبیر این مجله و کامبیز حضرتی دبیر تحریریه شد. در بهمن ۱۳۹۸ قاسم جعفری سردبیر این مجله و مازیار فکری ارشاد به عنوان دبیر تحریریه معرفی شد.

## رویکرد مجله
مجله ۲۴ یکی از نشریات سینمایی ایران است که تلاش می‌کند استانداردهای حرفه‌ای و بین‌المللی را در انتشار خود لحاظ کند و از ساختارهای سنتی روزنامه‌نگاری سینمایی در ایران فاصله بگیرد.

## حواشی
مؤسسهٔ همشهری در شهریور ۱۳۹۷ مدیریت و سردبیری هشت مجله از گروه مجلات همشهری را به بخش خصوصی واگذار کرد. این تصمیم با اعتراض منتقدان و سینماگران ایران مواجه شد و تعدادی از آنها نامهٔ سرگشاده‌ای مبنی بر نگرانی بابت آیندهٔ مجله و جدایی تحریریه قدیمی‌اش از آن منتشر کردند.
در بخشی از این نامه آمده: «ماهنامهٔ ۲۴ بعد از نُه سال انتشار بدون تردید یکی از نشریات سینمایی جریان اصلی و قابل اعتنای کشور با کارنامه‌ای قابل دفاع است؛ مجله‌ای که در آستانهٔ صد و سومین شمارهٔ خود توانسته استاندارد نشریات سینمایی را در ایران ارتقا بدهد و از نظر محتوایی و گرافیکی به معیارهای جهانی نزدیک شود … اگرچه تصمیمات جدید اتخاذشده در مؤسسهٔ همشهری و واگذاری سردبیری همهٔ مجلات به یک نفر که ظاهراً بار مالی مجلات را بناست از روی دوش همشهری بردارد جای نگرانی بسیار دارد، اما امیدواریم از تلاش مدیران همشهری برای حفظ و ارتقای کیفیت ماهنامهٔ ۲۴ کاسته نشود و با کنار رفتن نیروهایی که بیش از صد شماره برای کیفیت و بقای این مجله کوشیده‌اند لطمهٔ جبران‌ناپذیری به این نهاد مطبوعاتی نخورد. از سر دلسوزی برای فرهنگ و سینما مایلیم یادآوری کنیم که تصمیمات اتخاذشده نباید سایهٔ سنگین سیاست بر فرهنگ را که مشکل همیشگی اهالی قلم و هنرمندان در این کشور بوده‌است تشدید کند و به موج ناامیدی که این روزها به شکل عجیبی در حال افزایش است بیفزاید. نباید فراموش کرد که کیفیت و اعتبار همیشه به‌سختی به دست می‌آید، اما به‌راحتی از بین می‌رود». علی مصفا، رضا کیانیان، مجید اسلامی، شهرام مکری، حمید نعمت‌الله، فریدون جیرانی، هوشنگ گلمکانی، سروش صحت، فرهاد اصلانی، حسین معززی‌نیا، مریم پالیزبان، امیر پوریا و نگار جواهریان تعدادی از امضاکننده این نامه بودند.